# Стіни правителя
Стіни правителя — колишнє укріплення, або, можливо, ціла низка укріплень, побудованих правителем Аменемхетом I у 14-му номі Нижнього Єгипту для захисту східних підходів до Єгипту.

## Історія
Занадто войовничий цар Аменемхет I значну увагу приділяв війні з азійськими племенами на північно-східному кордоні Єгипту. Він відтіснив племена від дельти Нілу й посилив там кордон Стінами правителя, де було розміщено гарнізон для контролю пересування між Єгиптом та Азією. Стіни правителя прийшли на зміну стінам Старого царства Снеферу.
Стіни правителя згадуються в «Пророцтві Неферті» та в «Мандрах Сінухе». Залишків не знайдено. На зображеннях Нового царства наведено форти. Вони мали достатній запас води й були оточені ровами або каналами з крокодилами, перекритими мостами.

## Культурний вплив
В біблійній традиції, як припускає Альфред Дж. Горт, Мойсей повів ізраїльтян на південь до Піфома та Етаму. Коли б він повів людей на північ до Обітованої землі, вони зіткнулися б зі Стінами правителя. Повз ці укріплення пройти непоміченими великій групі людей не вдалося б.
Вигадана версія Стіни правителя присутня в першому DLC (Приховані) відеогри Assassin's Creed Origins 2017 року. Але вона розташована на Синайському півострові, а не на материковому Єгипті, на відміну від реальних історій.